# Francisco Pizarro (ort)
Francisco Pizarro är en ort i Colombia.   Den ligger i departementet Nariño, i den västra delen av landet, 600 km sydväst om huvudstaden Bogotá. Antalet invånare är 6 105.
Terrängen runt Francisco Pizarro är mycket platt. Havet är nära Francisco Pizarro åt sydväst. Runt Francisco Pizarro är det glesbefolkat, med 20 invånare per kvadratkilometer. I omgivningarna runt Francisco Pizarro växer i huvudsak städsegrön lövskog.